# The Great War: Walk in Hell
The Great War: Walk in Hell is het tweede deel van de Great War-trilogie van de Amerikaanse schrijver Harry Turtledove, die de Unie en de Confederatie volgt tijdens een Eerste Wereldoorlog in een alternatieve geschiedenis waarin de Confederatie de Amerikaanse Burgeroorlog heeft gewonnen. De Unie staat hierbij aan de kant van de Centralen, en de Geconfedereerde Staten aan de kant van de Entente. Walk in Hell beschrijft de periode van eind 1915 tot nieuwjaarsdag 1917.

## Plot
In de herfst van 1915 komen overal in de Confederatie de zwarten in opstand, geïnspireerd door marxistische ideologie. Zij worden de Roden genoemd en men spreekt van de Rode Opstand. Overal worden socialistische partizanenrepubliekjes gesticht, en wee het gebeente van de blanken, met name de plantage-eigenaars. In showprocessen worden ze berecht, en altijd worden ze schuldig bevonden en ter dood veroordeeld. De opstanden worden in de loop van de winter met behulp van reservetroepen neergeslagen. De nieuwe president van de Confederatie, Gabriel Semmes, ziet echter het militaire potentieel van de zwarten in, en biedt vrijwel volledige burgerrechten aan voor zwarten die dienstnemen in het leger. Dit is nodig, want de oorlog ontwikkelt zich in het nadeel van de Confederatie, die alle mankracht nodig heeft. Rijke landeigenaren reageren echter met woede en onbegrip.
In Kentucky verliest de Confederatie meer en meer terrein, en de Unietroepen dringen zelfs Tennessee binnen. Ondanks de steun van de Indiaanse bevolking gaat ook Sequoyah (Oklahoma) nagenoeg verloren. De Unie begint tanks in te zetten (door hen 'barrels' genoemd), en hoewel de tanks nog niet erg effectief zijn en de Confederatie ze naar Brits voorbeeld ook begint te bouwen, bezit de Unie er meer. De enorme bakbeesten boezemen daarbij ook het nodige psychologische ontzag in. Eind 1916 wordt het grotendeels bezette Kentucky opnieuw toegelaten tot de Unie, maar het is duidelijk dat deze regering niet de steun van de grotendeels pro-CSA bevolking heeft. Naast het geconfedereerde verzet is er ook een Rode ondergrondse. De aanval wordt geleid door de hier nog in leven zijnde George Custer, inmiddels stokoud en koppig.
In het oosten gaat de strijd om Big Lick, Virginia, onverminderd verder, met hetzelfde resultaat: een patstelling of een verschuiving van enkele honderden meters of kilometers. In Pennsylvania en Maryland worden de Geconfedereerden echter teruggedreven en het ziet ernaar uit dat de VS spoedig Washington zal kunnen heroveren. De Confederatie kent aan deze stad echter eveneens sentimentele waarde toe. George Washington was een Virginier en bovendien is de stad nog de iure de hoofdstad van de VS en dus moreel belangrijk. De CSA neemt zich voor de stad tot het uiterste te verdedigen.
In de Stille Oceaan weet de marine van de VS de marines van Groot-Brittannië en Japan weg te houden van de Sandwich-eilanden in de Slag van de Drie Vloten. Hierdoor kan een flottielje naar Zuid-Amerika stomen om Chili te helpen, dat de kant van de Centralen heeft gekozen en in oorlog is met Argentinië. Bovendien kan zo dit laatste land geblokkeerd worden waardoor het de Britten geen voedsel kan sturen. In de Atlantische Oceaan proberen de Amerikanen de Britse zeebrug naar Canada en Argentinië te breken maar worden gehinderd door Britse, Franse en Geconfedereerde onderzeeërs. De Duitse vloot kan niet uitbreken uit de Noordzee, hoewel ook Duitse onderzeeërs op de oceaan actief zijn. Amerikaanse en Duitse onderzeeërs bezoeken 's nachts de Ierse kust om het Ierse verzet wapens te leveren.
De mormonen verweren zich koppig maar moeten toch zwichten voor de overmacht en geven zich in de loop van 1915 over. In Canada weten de Canadezen hun belangrijke steden en spoorlijnen met Britse steun vrij te houden, hoewel een deel van de Frans-Canadezen niet onsympathiek tegenover de Amerikanen staan. In de Canadese Rockies onderscheidt een veelbelovende majoor, Irwing Morrell (gebaseerd op Erwin Rommel) zich voor een derde maal na eerdere successen in Sonora en Kentucky. Hij wordt vergezeld door een Duitse en een Oostenrijkse waarnemer, Guderian en Dietl.
In Europa verloopt de strijd weinig anders dan in onze tijdlijn, met als voornaamste verschillen dat Italië neutraal blijft en de Duitsers Verdun innemen.
Politiek treden geen noemenswaardige verschuivingen op. Semmes volgt in 1915 Woodrow Wilson op als president van de CSA en belooft de oorlog voort te zetten en te winnen. Hetzelfde jaar verslaat Theodore Roosevelt met gemak de Socialistische kandidaat Debbs, en wordt herkozen als president. Het jaar 1917 breekt aan, en nog steeds gaat de eindeloze strijd verder.